# Premio Ambrosiano
Il Premio Ambrosiano è una corsa ippica italiana che si tiene ogni anno tra fine aprile e i primi di maggio all'ippodromo di San Siro, Milano.

## Vincitori dal 1988
| Anno | Vincitore          | Età | Fantino              | Allenatore            | Tempo  |
| 1988 | Cunizza da Romano  | 4   | Sergio Dettori       | Luciano d'Auria       | 2:04.6 |
| 1989 | Knight Line Dancer | 4   | M. Jerome            | Michael Jarvis        | 2:08.2 |
| 1990 | Tisserand          | 5   | Luca Sorrentino      | Mario Vincis          | 2:10.9 |
| 1991 | Prorutori          | 5   | Eddie Maple          | Michael Jarvis        | 2:02.1 |
| 1992 | Funny Baby         | 4   | Alain Badel          | Myriam Bollack-Badel  | 2:05.9 |
| 1993 | Sugunas            | 5   | Andreas Boschert     | Andreas Wöhler        | 2:02.6 |
| 1994 | Visto Si Stampi    | 4   | Alan Munro           | John Dunlop           | 2:04.8 |
| 1995 | Penny Drops        | 6   | David Harrison       | Lord Huntingdon       | 2:07.9 |
| 1996 | Tarhelm            | 4   | Marco Latorre        | G. Colleo             | 2:06.9 |
| 1997 | Coral Reef         | 4   | not found            | G. Colleo             |        |
| 1998 | Mandilak           | 4   | Fernando Jovine      | Luca Cumani           | 2:06.6 |
| 1999 | Apollo Wells       | 4   | not found            | Roberto Brogi         |        |
| 2000 | Poseidon           | 6   | Maurizio Pasquale    | Lorenzo Brogi         | 2:11.5 |
| 2001 | Fairy Charm        | 4   | not found            | Gianfranco Verricelli |        |
| 2002 | Shibuni's Falcon   | 5   | Massimiliano Tellini | Maurizio Guarnieri    | 2:14.2 |
| 2003 | Syrakus            | 5   | Edmondo Botti        | Hans Blume            | 2:07.8 |
| 2004 | Altieri            | 6   | Mario Esposito       | Vittorio Caruso       | 2:05.9 |
| 2005 | Altieri            | 7   | Mario Esposito       | Vittorio Caruso       | 2:12.6 |
| 2006 | Bening             | 6   | Edmondo Botti        | Ovidio Pessi          |        |
| 2007 | Pressing           | 4   | Daniele Porcu        | Roberto Feligioni     | 2:01.5 |
| 2008 | Axxos              | 4   | Terence Hellier      | Peter Schiergen       | 2:02.7 |
| 2009 | Selmis             | 5   | Mirco Demuro         | Vittorio Caruso       | 2:12.5 |